# 950

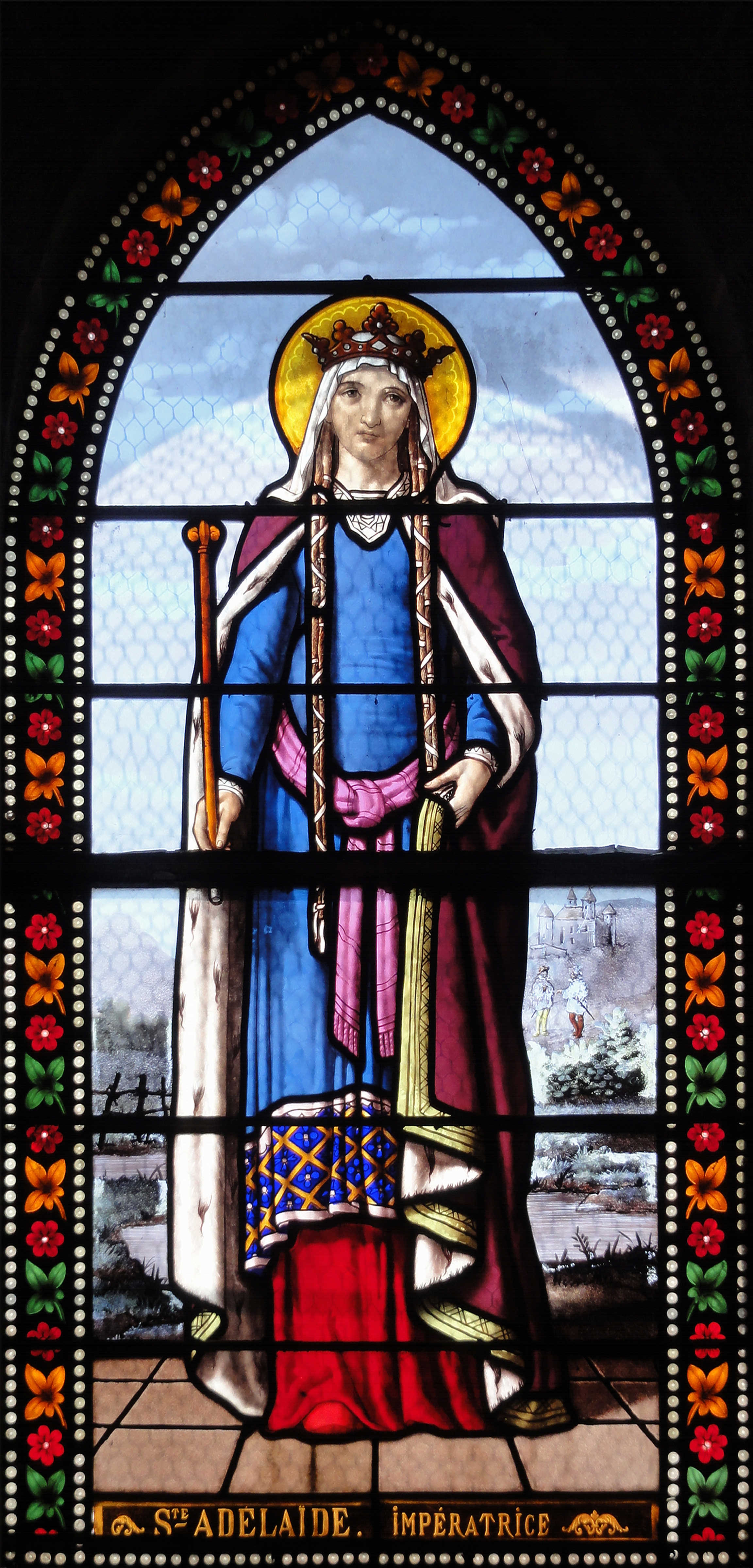
Koningin Adelheid (931 - 999)

Het jaar 950 is het 50e jaar in de 10e eeuw volgens de christelijke jaartelling.

## Gebeurtenissen

### Europa
- 22 november - Koning Lotharius II overlijdt in Turijn (mogelijk vergiftigd in opdracht van Berengarius II) na een regeerperiode van drie jaar. Berengarius dwingt de 19-jarige weduwe van Lotharius, Adelheid, te trouwen met zijn zoon Adelbert I. Adelheid weigert dit en wordt gevangengezet in Como. Na vier maanden weet Adelheid te ontsnappen over het Comomeer en vlucht naar Canossa, waar zij hulp vraagt aan keizer Otto I ("de Grote").
- Boleslav I ("de Verschrikkelijke"), hertog van Bohemen, tekent een vredesverdrag met Otto I ("de Grote"). Hierin belooft hij hem als heerser van het Oost-Frankische Rijk te accepteren. Bohemen wordt een vazalstaat met de verplichting een jaarlijkse tribuut te betalen. Boleslav mag een zelfstandig bestuur vormen, maar is verplicht aan Otto te allen tijde landgoederen en (juridische) bescherming te bieden.
- 15 december - Berengarius II laat zichzelf in Pavia tot koning van Italië kronen. Albert I wordt tot medekoning gekroond, Otto I ("de Grote") maakt ook aanspraak op het koningschap. Berengarius hervormt de verdediging van Noord-Italië en sticht de markgraafschappen Turijn, West-Ligurië en Oost-Ligurië.
- Winter - Hendrik I, hertog van Beieren, valt West-Hongarije binnen. Hij neemt tijdens een plunderveldtocht veel goederen in beslag en vergroot zijn hertogdom tegen de Hongaren.[1]
- Liudolf, enige zoon van Otto de Grote, volgt zijn schoonvader Herman I op als hertog van Zwaben.

### Religie
- Eerste schriftelijke vermelding van Alzenau, Canum en Tuzla.

## Geboren
- 12 juni - Reizei, keizer van Japan (r. 967 - 969)
- Egbert van Trier, aartsbisschop van Trier (r. 977 - 993)
- Erik de Rode, Noors ontdekkingsreiziger en kolonist
- Guido van Anderlecht, Brabants heilige (waarschijnlijke datum)
- Gunnora, Normandische edelvrouw (waarschijnlijke datum)
- Heribert, graaf van Meaux en Troyes (waarschijnlijke datum)
- Lambert I ("met de Baard"), graaf van Leuven (waarschijnlijke datum)
- Soběslav, Boheems edelman (waarschijnlijke datum)
- Wolbodo, bisshop van Luik (waarschijnlijke datum)

## Overleden
- 15 oktober - Sunifried I, graaf van Barcelona (r. 911 - 947)
- 22 november - Lotharius II, koning van Italië (r. 945 - 950)
- Al-Farabi, Perzisch geleerde en filosoof (waarschijnlijke datum)
- Hywel de Goede, koning van Deheubarth (r. 910 - 949)